# Alphonse Choteau
Alphonse Paul Albert Choteau (* 28. Mai 1883 in Marly-le-Roi; † 29. Mai 1936 auf Réunion) war ein französischer Kolonialbeamter. Er war Gouverneur von Niger, Guadeloupe und Réunion.

## Leben
Alphonse Choteau besuchte die École coloniale in Paris. 1906 begann er für die Kolonialverwaltung in Französisch-Westafrika zu arbeiten. Am Ersten Weltkrieg nahm er als Offizier der Infanterie teil. Als Nachfolger von Jules Brévié wurde er 1930 zum Gouverneur der zu Französisch-Westafrika gehörenden Kolonie Niger ernannt. Noch im selben Jahr erfolgte seine Ernennung zum Gouverneur von Guadeloupe. Dieses Amt hatte er bis 1934 inne, als er Gouverneur von Réunion wurde. Dort kam es anlässlich der Parlamentswahlen von 1936 zu gewaltsamen Ausschreitungen mit mehreren Toten. Choteau war zuletzt schwer krank und starb einen Tag nach seinem 53. Geburtstag. Seine sterblichen Überreste wurden nach Valenciennes überführt.

## Ehrungen
- Ritter der Ehrenlegion